# 哈維 (愛荷華州)
哈維（英語：Harvey）是一個位於美國愛荷華州馬里昂縣的城市。

## 地理
哈維的座標為41°18′56″N 92°55′32″W / 41.31556°N 92.92556°W，而該地的平均海拔高度為220米（即722英尺）。

## 人口
根據2010年美國人口普查的數據，哈維的面積為1.76平方千米，當中陸地面積為1.76平方千米，而水域面積為0.00平方千米。當地共有人口235人，而人口密度為每平方千米133人。